# Amarna-levelek

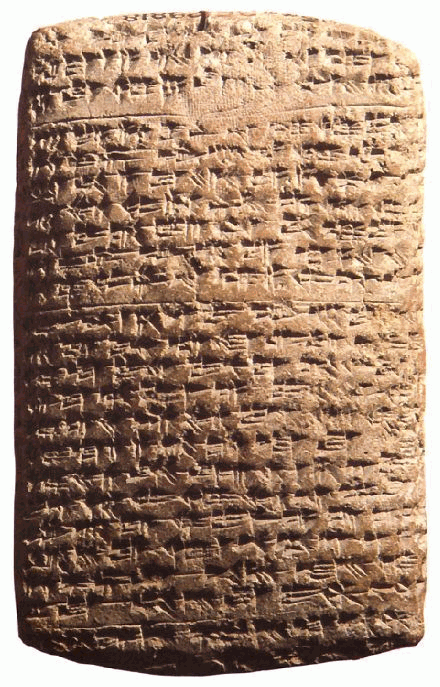
Az EA161-es levél, Azirutól, Amurru királyától

Az ún. Amarna-levelek az i. e. 14. század közepén rövid ideig fővárosként szolgáló óegyiptomi Ahet-Aton (ma El-Amarna) romjai közül kerültek elő. 1887-ben egy egyiptomi parasztasszony találta meg Amarna romvárosának téglái közt ásva a több száz kiégetett agyagtáblát. Mint kiderült, a 382 darab, főként akkád nyelven ékírással írott agyagtáblán Ehnaton fáraó korának államigazgatási feljegyzései kerültek elő más országok uralkodóinak a fáraóhoz írt leveleivel, illetve az egyiptomi uralkodók válaszleveleinek másolataival együtt. Bár sok tábla megsérült, sőt elpusztult, mielőtt a szakemberek kezébe került volna, a fennmaradtakból is szemléletesen kibontakozott a történészek előtt az i. e. 1350 körüli egyiptomi világ képe. A táblák ugyanis ontották a kor diplomáciai és politikai életének érdekes híreit. A táblák között egyiptomi-akkád szójegyzéket és babilóniai eposzok (Adapa-eposz, Nergal és Ereskigal, „A csaták királya” című Sarrukín-legenda) iskolai másolatait is megtalálták.

## Történeti áttekintés
A korszakban négy nagy birodalom létezett: Egyiptom, Babilon, Mitanni és a Hettita birodalom, de nem szabad megfeledkezni Asszíriáról, Ciprusról és Mükénéről sem.
A korabeli levelekben már annak is nagy fontossága volt, ahogy az uralkodók egymást megszólították. „Testvérem”-nek az egyenrangúak címezték egymást (ebből Egyiptom hatot ismert el: Babilont, Mitannit, Hattit, Alasiát, a Hattitól egy időre függetlenedő Arzawát és az ekkor még városállam Assurt, ami a későbbi Asszír Birodalom központja), alattvalói helyzetből pedig a fejedelem mint „urá”-hoz fordult hódítójához. E levelek egyikéből ismert, hogy Babilon királya éktelen haragra gerjedt, amikor korábbi alattvalója, az asszír király „testvérem”-nek szólította a fáraót. Tudjuk, hogy ajánló-, illetve menlevelekkel ellátott követek járták a távoli földeket, s ők tárgyaltak uralkodójuk nevében. A futárszolgálatot hírvivők teljesítették; lepecsételt tarsolyt akasztottak a nyakukba, s abban vitték a királyi leveleket. Egy-egy szövetség megerősítésének legjobb módja a házasság volt. IV. Thotmesz például a békeszerződés egyik kikötéseként vett feleségül egy mitanni hercegnőt, de még fia és unokája is nősült Mitanniból is. Ezzel szemben az egyiptomi királyi család leányai sose nyújtották kezüket idegennek. Így akarták elkerülni, hogy külső személy igényt tarthasson Egyiptom trónjára. Amikor egy babiloni király egyiptomi menyasszonyt kért Ehnaton apjától, III. Amenhoteptől, a levelek tanúsága szerint rögtön kikosarazták.
A királyok rendszeresen ajándékokat váltottak, olykor még kértek is egymástól ezt-azt. Egy hettita király azt írta levelében babiloni „testvér”-ének, hogy küldjön már néhány fiatal csődört, mert a múltkoriak nem élték túl a telet. Egy mitanni királynak arany kellett, hisz „testvérem földjén (Egyiptomban) annyi az arany, mint a porszem”. Ha a futár ajándék nélkül vagy nem a várt kincsekkel tért meg, az sértődést okozhatott.
A diplomáciában nagy fontosságot tulajdonítottak az illemszabályoknak. A megfelelő alkalomkor nem volt szabad elmulasztani szerencsekívánó vagy részvétnyilvánító levél küldését. A sok udvariaskodás mögött azonban bősz hatalmi harc dúlt. A levelezésből kiderült, hogy az Egyiptomnak alávetett fejedelmek vetélytársaikat hűtlenséggel vádolva rendszeresen ostromolták a fáraót feljelentő levelekkel, abban a reményben, hogy megkaparinthatják azok országát. Amurru fejedelme például túlbuzgóságból megtámadott néhány várost, melyeknek élén hozzá hasonló egyiptomi vazallus állt. Arra hivatkozott, hogy el akartak pártolni Egyiptomtól. Az egyik áldozat, a bübloszi fejedelem, bizonyos Ríbaddi kétségbeesetten fordult Ehnaton fáraóhoz segítségért. Kérése azonban süket fülekre talált. A segítségnyújtás elmulasztás következtében a birodalom északi tartományaiban Amurru jó néhány várost elfoglalt, majd átpártolt a hettitákhoz, s vele tartott számos más fejedelem is, abban a hiszemben, hogy a fáraó az ő sorsukat is ugyanolyan közönyösen nézné, mint Ribbadiét.

## Lásd még
- Az Amarna-levelek listája